# 望月信永
望月 信永（もちづき のぶなが）は、甲斐武田氏の一族で、戦国時代の武将。武田信繁の三男で、武田信玄の甥に当たる。武田氏に臣従した信濃の名族望月氏を継ぐ。なお、実名は義勝とも伝わるが誤伝とされる。

## 生涯
武田信玄の弟・武田信繁の三男として生まれる。永禄7年（1564年）に実兄で望月氏の養子となっていた望月信頼が死去したため、翌永禄8年（1565年）、望月信雅の娘を妻とし望月氏の家督を継承した。この時14歳だったという。
「甲州武田法性院信玄公御代惣人数事」によると、信永は御親類衆として騎馬60騎を率いる旗本だった。
天正3年（1575年）5月21日、長篠の戦いにて討ち死にした。享年24。この後、実兄の武田信豊が望月氏の名代となった。
また、長野県佐久市望月に現存する寺院・信永院は信永が開基と伝わる。

## 伝承
愛知県北設楽郡の東栄町と豊根村の境にある御園峠は望月峠とも呼ばれ、長篠の戦いに敗れた武田家臣・望月右近大夫がこの地で落ち武者狩りにあって自刃したという伝承がある。その際、右近大夫は信州の風が吹く場所に埋めてくれるよう言い残したといい、これを祀った祠が御園峠に残る。この右近大夫の実名が、信永の名として伝えられる「義勝」とされている。